# Bulbophyllum elongatum
Bulbophyllum elongatum é uma espécie de orquídea (família Orchidaceae) pertencente ao gênero Bulbophyllum. Foi descrita por Carl Ludwig Blumer e Justus Carl Hasskarl em 1844.